# Uppvidinge
La commune d'Uppvidinge est une commune suédoise du comté de Kronoberg. 9 514 personnes y vivent. Son siège se situe à Åseda.

## Localités
- Älghult
- Alstermo
- Åseda
- Fröseke
- Lenhovda
- Lindshammar
- Marhult
- Norrhult-Klavreström
- Sävsjöström